# Organização da Luftwaffe

A Luftwaffe foi a força aérea da Alemanha Nazi

A Organização da Luftwaffe foi a forma como o alto comando Alemão organizou o seu ramo aéreo entre 1933 e 1945. Originalmente, o Oberkommando der Wehrmacht alemão havia decidido que a organização da força aérea seria baseada na organização dos outros dois ramos independentes: o exército (Heer) e a marinha (Kriegsmarine). Contudo, entre o período de rearmamento alemão e o início da guerra, a Luftwaffe foi sendo organizada de uma maneira geográfica.
Sob os termos do Tratado de Versalhes de 1919, a Alemanha ficou proibida de possuir uma força aérea, depois de a Luftstreitkräfte ter sido dissolvida em 1920. Assim, os pilotos alemães que continuariam a receber treino e formação teriam que o fazer de maneira secreta, primeiro na União Soviética durante os anos 20, e depois na própria Alemanha durante os anos 30; aqui, o treino era realizado por parte da Deutscher Luftsportverband (DLV).
A formação do ramo aéreo alemão foi anunciada publicamente em fevereiro de 1935, com o Reichsmarschall Hermann Göring a assumir o cargo de Comandante-em-chefe, um acto de desafio para com o Tratado de Versalhes. Os planos iniciais consistiam em criar uma força em crescimento a longo prazo, durante um período de 5 anos, com a intenção de mais tarde vir a usar a Luftwaffe como uma força estratégica. Estes planos foram alterados várias vezes durante os primeiros anos, especialmente após o falecimento do general Walter Wever em junho de 1936, tendo-lhe sucedido Ernst Udet. Assim, a Luftwaffe começou a orientar o seu esforço para desempenhar um papel de suporte às forças terrestres, o que veio a acontecer com sucesso durante a Blitzkrieg. Göring, devido à proximidade que tinha com Hitler e o poder adquirido ao longo dos anos na máquina governamental, foi capaz de dar à Luftwaffe mais recursos do que aqueles que foram recebidos pelo exército ou pela marinha. Isto fez da Luftwaffe a força aérea mais poderosa do continente europeu durante os seus anos iniciais. Em parte por ser uma força de suporte terrestre, a Luftwaffe foi sendo organizada como as unidades do exército, com cada unidade a controlar uma área específica. Cada uma destas unidades tinha total controlo sobre todos os aspectos inerentes à Luftwaffe naquela área.
Antes de se tornar chefe supremo da Luftwaffe, Göring foi Ministro do Interior da Prússia. Nesta posição ele havia formado o seu próprio exército, começando com uma força de 400 policias até crescer para o tamanho de um regimento. Quando Göring assumiu a liderança da Luftwaffe, transferiu o regimento para a Luftwaffe e criou as Divisões de Campo da Luftwaffe e os Paraquedistas (Fallschirmjäger). Eventualmente também incluiu uma unidade motorizada, unidades antiaéreas e uma unidade de sinalização.

## Formação e expansão

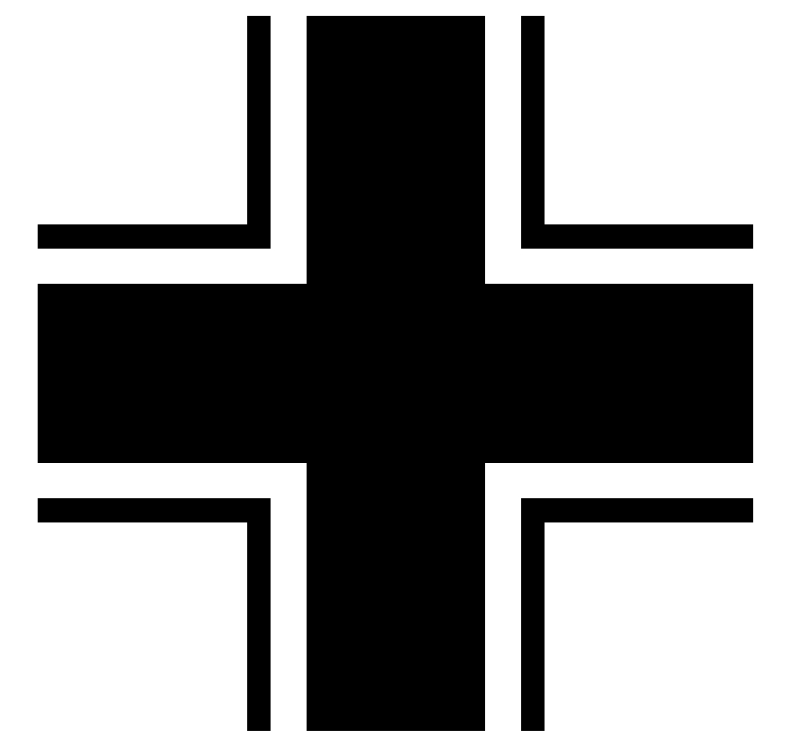
O emblema da Wehrmacht era a Balkenkreuz, e podia ser vista nas asas e na fuselagem das aeronaves da Luftwaffe

Durante os anos 30 e 40, o Poder Aéreo ainda não estava maduro o suficiente para ser considerado a "arma de guerra" dominante. Ao contrário das outras forças, a terrestre (exército) e a naval (marinha), a força aérea não tinha uma experiência longa o suficiente sobre a qual se pudesse tirar conclusões sólidas. Isto fez com que a força aérea tivesse que evoluir de acordo com a experiência. Não havia ideias coesas sobre a organização ou a estrutura de uma força aérea que se podia considerar como moderna. Uma das teorias organizacionais atribuía à força aérea um papel de suporte, no qual daria apoio às operações do exército e da marinha; nesta linha de pensamento, os seus militares seriam do exército ou da marinha, com a diferença de que alguns destes aprenderiam a pilotar.
A segunda teoria idealizava uma força aérea independente, centralizada e bem organizada, que pudesse ser usada como uma eficaz arma de guerra, como o exército e a marinha. Os aviadores alemães da Primeira Guerra Mundial avançaram através deste processo. Tendo o apoio da liderança política alemã, foi assim que a Luftwaffe foi originalmente fundada e criada. Seguindo a tradição de que um soldado devia comandar um exército e um marinheiro a marinha, um aviador foi designado para liderar a Luftwaffe: o Reichsmarschall Herman Göring, também Ministro da Aviação. Assim, Göring formou uma estrutura de comando para gerir o ramo.
Dentro do seio de líderes da força aérea alemã, a opinião geral era a de que a Luftwaffe deveria tornar-se numa força tática em vez de estratégica. Com efeito, para prestar apoio aos vários grupos do exército, a Luftwaffe foi organizada de maneira similar à do exército. As suas unidades tinham uma composição flexível, com sub-unidades que podiam ser criadas, transferidas ou extintas quando necessário. Estas sub-unidades eram céleres e semi-autônomas.
Desde o início da Guerra Civil Espanhola, a Luftwaffe esteve em ação continua; com a ocupação alemã da Checoslováquia e a necessidade de mostrar internacionalmente um poderio militar temível, a Luftwaffe foi forçada a estar em perpétuo estado de prontidão. Nesse estado, não havia espaço para uma estratégia organizacional. Göring entretanto complicou ainda mais a hierarquia ao criar os Paraquedistas (em alemão: Fallschirmjäger) e as Unidades Antiaéreas. Como Ministro do Interior da Prússia, e devido às brigas com o alto comando do exército, ele fundou a sua própria polícia. Esta, mais tarde, tornou-se numa unidade paraquedista motorizada.
Em Setembro de 1939, a Luftwaffe tinha um total de 4000 aeronaves e 400.000 efetivos. Esta força iria crescer para 1.700.000 efetivos em 1941. No total, 571.000 destes efetivos compunham unidades antiaéreas e outras 18% estavam colocados nas unidades de sinalização. Apenas 36%, ou 588.000 efetivos, compunham as unidades aéreas, porém nelas estava incluído todo o pessoal de manutenção e apoio. No final da guerra, em 8 de maio de 1945, mais de 97.000 aviadores estariam falecidos, feridos ou perdidos em combate.

## Níveis organizacionais

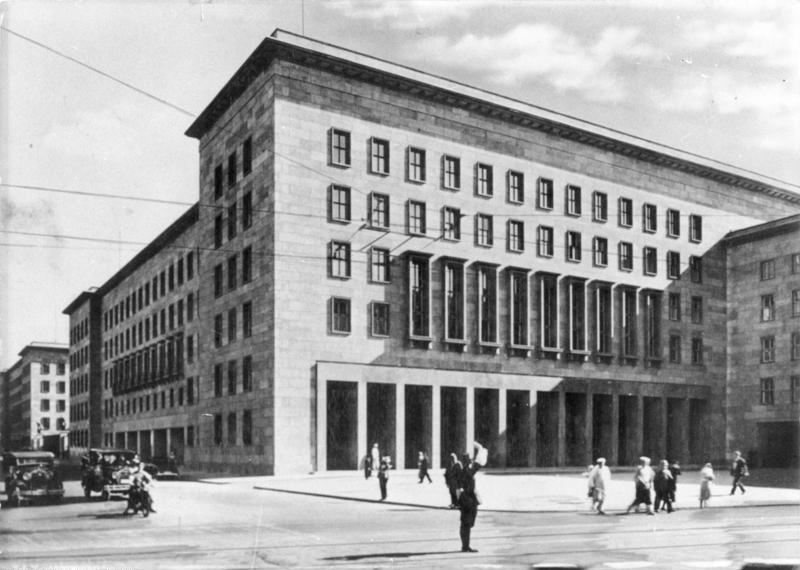
O Reichsluftfahrtministerium, ou Ministério da Aviação do Reich, em 1938

Todos os aspectos referentes à aviação, incluindo a Luftwaffe, ficaram sob a dependência do Reichsluftfahrtministerium (RLM - Ministério da Aviação do Reich). Sendo que a Luftwaffe era agora um três ramos das forças armadas, ficou também sob o comando do Chefe de Estado Maior do OKW, do ponto de vista militar.
Göring foi o Ministro da Aviação (em alemão:  Reichsminister der Luftfahrt) durante grande parte do período em que existiu o gabinete e também serviu como Comandante-em-chefe da Luftwaffe (em alemão:  Oberbefehlshaber der Luftwaffe). Como ministro, era responsável pela aviação militar, civil, e todos os aspectos que englobavam a criação, desenvolvimento e produção de aeronaves. Em nível operacional, o comando da Luftwaffe era partilhado com o Inspector de Combate Aéreo (em alemão:  General der Kampfflieger) e o Inspector dos Caças (em alemão:  General der Jagdflieger), juntamente com o Secretário de Estado para a Aviação.
A Força Aérea Alemã foi assim dividida em três unidades operacionais:
- Unidades Aéreas
- Unidades AntiAéreas
- Unidades de Sinalização

Além destas três unidades outras sub-unidades foram criadas, como os paraquedistas, engenharia aérea, corpo médico e tripulações. Sendo que a Luftwaffe estava organizada de forma tática em vez de estratégica. Tinha uma administração semi-independente em cada uma das áreas, assim como estruturas de comando operacional. Cada área geográfica tinha os seus próprios recursos e equipas de manutenção. Por esta razão, qualquer unidade de caças (por exemplo) que se movesse de uma área geográfica para outra, não necessitava de levar consigo equipas de manutenção ou recursos. Esta forma de organização conferiu à Luftwaffe uma enorme capacidade de mobilidade e alcance.

### Estratégico

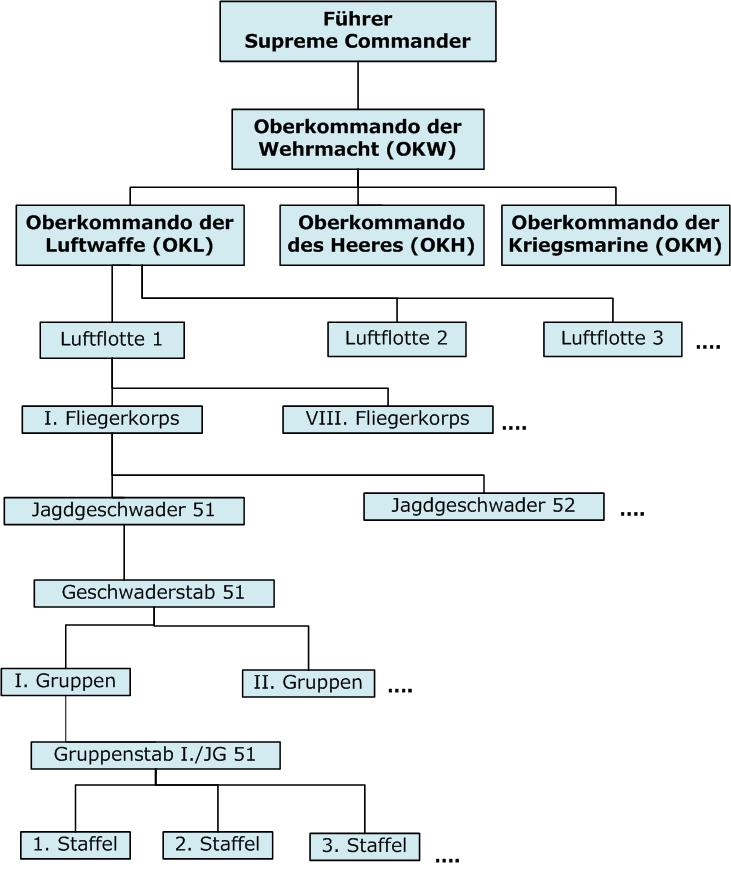
Organograma organizacional da Luftwaffe entre 1935-45.

Estrategicamente, os três ramos faziam parte de um único serviço denominado "O Poder Defensivo" (em alemão:  Die Wehrmacht), gerido pelo Oberkommando der Wehrmacht. Dentro do OKW, cada ramo era comandado pelo seu próprio comando operacional:
- Alto Comando do Exército (em alemão:  Oberkommando des Heeres)[8]
- Alto Comando da Força Aérea (em alemão:  Oberkommando der Luftwaffe)[8]
- Alto Comando da Marinha (em alemão:  Oberkommando der Kriegsmarine)[8]

O comando da Luftwaffe era então conjunto entre o RLM, o Ministério da Aviação, e o seu semelhante militar Oberkommando der Luftwaffe (OKL), o Alto Comando da Força Aérea. Estas instituições, juntas, eram responsáveis pela direção das pesquisas e experiências, produção, manutenção e operacionalidade das aeronaves.
Como chefe supremo da Luftwaffe, Göring era responsável pelo esforço de guerra em geral e pela gestão de recursos para cada região em particular. Como ministro, era capaz de reunir uma grande quantidade de recursos humanos e materiais para a Luftwaffe, em comparação com os outros ramos armados. Em 1945, já perto do final da guerra, Robert Ritter von Greim substituiu Göring como Comandante-em-chefe.

### Operacional
O OKL tinha controle absoluto sobre o movimento de todas as unidades, formações, e transferência de recursos humanos. Em 1939, tinha uma força de 25.000 efetivos. Em nível operacional, a Luftwaffe estava dividida em "frotas aéreas" (em alemão:  Luftflotten), algo que, embora não totalmente, se possa comparar às forças aéreas numeradas norte-americanas. Cada Luftflotte era responsável por uma área geográfica e era equipada com todo o tipo de aeronaves, recursos, materiais próprios, equipas de manutenção e administração.
No início da Segunda Guerra Mundial, a Luftwaffe tinha quatro Luftflotten, cada uma delas responsáveis por 25% do território alemão. Com o desenrolar da guerra, foi necessário criar mais três, à medida que a área que a Alemanha controlava ia aumentando. A Luftflotte 5 foi criada em 1940 para dirigir as operações na Noruega e na Dinamarca. O comandante de cada Luftflotte era responsável por todos os assuntos bélicos, de manutenção e logística daquela região; já um Líder de Caça (em alemão:  Jagdführer), dependendo hierarquicamente do comandante da Luftflotte, era responsável por todas as operações que envolviam caças dentro daquela região.
Cada Luftflotte era dividida em distritos aéreos (em alemão:  Luftgaue) e corpos aéreos (em alemão:  Fliegerkorps). O propósito de um distrito aéreo era o de providenciar apoio logístico e administrativo a cada base aérea ou aeródromo dentro do distrito, enquanto cada corpo aéreo controlava os aspectos operacionais. O quartel-general da Luftgau era composto por um Major-General e uma equipa entre 50 a 100 oficiais. Cada corpo aéreo teria um determinado número de unidades sob o seu comando. Estas eram frequentemente asas (em alemão:  Geschwader), porém às vezes podiam ser esquadrões especializados (em alemão:  Staffeln) ou grupos de combate (em alemão:  Kampfgruppen).

### Tático
Cada Geschwader dentro do Fliegerkorps tinha um tamanho entre 90 a 120 aeronaves. Estes números variavam à medida que eram efetuadas movimentações geográficas, quando sub-unidades eram adicionadas ou removidas. Casa asa tinha uma missão em particular (combate aéreo, bombardeamento, ou transporte aéreo) e eram equipadas com aeronaves apropriadas para o cumprimento das suas missões. Contudo, outros tipos de aeronaves também podiam fazer parte das fileiras, por como exemplo, uma asa de combate aéreo ter uma aeronave para transportar meia dúzia de militares para um determinado local.
Uma Geschwader era comandada por um Geschwaderkommodore, com a patente de major, tenente-coronel (em alemão:  Oberstleutnant) ou coronel (em alemão:  Oberst). A asa era também composta por uma equipa de oficiais administrativos, técnicos, operadores, navegadores e pessoal de sinalização ou inteligência; com algumas exceções, a maior parte deles eram aviadores experientes. Para manter tudo organizado cada Geschwader tinha um quartel-general, denominado Stabschwarm.

## Nível estratégico

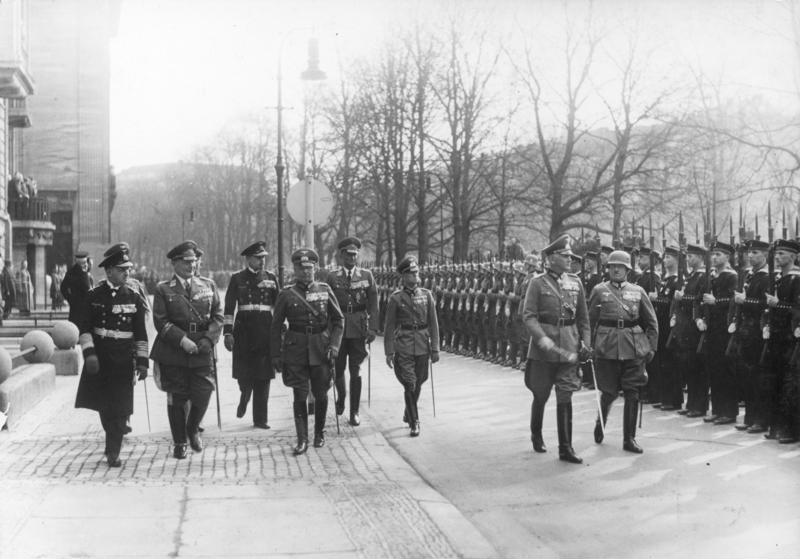
Ministro de Guerra e comandante do OKW Werner von Blomberg, seguido por oficiais armados, inspeccionando uma força em parada, por honra do aniversário de Blomberg, em 1937.

O OKW era o alto comando de toda a estrutura militar alemã. Era responsável por coordenar os três ramos. Embora Wilhelm Keitel fosse o seu supremo comandante, depois de conseguir derrubar o Ministro de Guerra Werner von Blomberg em 1938, o líder supremo da Luftwaffe continuava a ser Göring, que também era ministro, o que fazia com que qualquer ordem emitida de Hitler para a Luftwaffe, passava por Göring e não pelo OKW.
A 5 de fevereiro de 1944, graças aos esforços de Günther Korten e Karl Koller, o Alto Comando da Luftwaffe (em alemão:  Oberkommando der Luftwaffe) (OKL) foi formado, e o Coronel-general (em alemão:  Generaloberst) Hans Jeschonnek foi nomeado o seu chefe de estado-maior. Isto criou um comando militar distinto do RLM. O OKL cobria agora a direcção das operações e de pessoal da Luftwaffe. As seguintes partes da Luftwaffe estavam sob a sua direcção:
- Estado-maior
- Operações
- Inspectores de armas
- Inspector de caças (em alemão:  General der Jagdflieger)
- Abastecimento e equipamento
- Divisão de sinalização

Os outros componentes, como o fabrico de armamento e aeronaves, continuaram sob a direcção do RLM. O OKL foi ainda dividido estrategicamente em vários directórios (em alemão:  Abteilungen):
- Operações
- Organização
- Treino
- Movimentos
- Inteligência
- Equipamento
- Histórico
- Pessoal

Também foram criadas 17 inspecções:
- Inspecção da Luftwaffe (em alemão:  Luftwaffen Inspektion 1) – Reconhecimento Aéreo
- Luftwaffen Inspektion 2 – Bombardeiros e Bombardeiros de Mergulho (General der Kampfflieger)
- Luftwaffen Inspektion 3 – Caças, Caças-pesados, Apoio Terrestre e Armamento (General der Jagdflieger)
- Luftwaffen Inspektion 5 – Segurança Aérea e Equipamento
- Luftwaffen Inspektion 6 – Motores
- Luftwaffen Inspektion 7 – Comunicações (General der Nachrichtentruppe)
- Luftwaffen Inspektion 8 – Aeronaves Navais (extinto em 1942)
- Luftwaffen Inspektion 9 – Escolas de Treino de Pilotos
- Luftwaffen Inspektion 10 – Treino e Serviço Militar
- Luftwaffen Inspektion 11 – Forças Paraquedistas
- Luftwaffen Inspektion 12 – Navegação
- Luftwaffen Inspektion 13 – Defesa Aérea (sob o controlo do Secretário de Estado da Aviação)
- Luftwaffen Inspektion 14 – Medicina
- Luftwaffen Inspektion 15 – Zonas de Defesa Aérea
- Luftwaffen Inspektion 16 – Serviço de Busca e Salvamento
- Luftwaffen Inspektion 17 – Pessoal de Construção e Prisioneiros de Guerra (sob o controlo do Secretário de Estado da Aviação)
- Luftwaffen Inspektion 18 – Unidades de Campo

## Nível operacional
Seis Luftkreise (Comandos de Serviço Aéreo) foram criados a 1 de abril de 1934. Estes comandos eram a componente básica da organização geográfica da Luftwaffe. Cada comando tinha um quartel-general, como se pode ver na tabela:
Em adição, o Luftkreis VII foi criado a 12 de outubro de 1937, com quartel-general em Braunschweig.
| Luftkreis     | Quartel-general |
| ------------- | --------------- |
| Luftkreis I   | Königsberg      |
| Luftkreis II  | Berlim          |
| Luftkreis III | Dresden         |
| Luftkreis IV  | Münster         |
| Luftkreis V   | Munique         |
| Luftkreis VI  | Kiel            |
| Luftkreis VII | Braunschweig    |

Cada Luftkreis era liderado por um Höherer Fliegerkommandeur (Comandante Aéreo Sénior), que estava responsável por todas as unidades aeronáuticas daquela região; estas incluíam dois ou três Luftgaukommandos (Comandos Administrativos), um comando de sinalização, um batalhão médico e um grupo de aquisições e abastecimento. A sua área de operações também incluía aeródromos civis e a Defesa Aérea Civil. Em 1935, todos os batalhões de substituição das respectivas áreas também ficaram sob o seu comando. Em 1936, estes foram expandidos para regimentos e as unidades antiaéreas ficaram sob a sua alçada.
Hermann Göring e Erhard Milch nomearam vários tenentes-generais do exército (mas que já estavam na reforma) para liderar três dos Luftkreis. Eles eram Hans Halm, Edmund Wachenfeld e Leonhard Kaupisch. Foram promovidos a General der Flieger, tendo havido um oficial reformado da marinha, Konrad Zander, que passou pela mesma situação, porém foi especialmente escolhido para o Luftkreis VI, de Kiel, responsável pela aviação naval. Dois oficiais da Luftwaffe, o coronel Hugo Sperrle e o major-general Karl Schweickhard foram nomeados para comandar os restantes Luftkreise, porém sem serem promovidos.
A nível operacional, a organização da Luftwaffe sofreu alterações em julho de 1938. Os Luftkreise foram consolidados em três Luftwaffengruppenkommandos (Grupos de Comandos da Força Aérea). Como resultado, a 1 de agosto de 1938, Luftwaffenkommando Ostpreußen (Comando da Força Aérea da Prússia Oriental) substituiu o Luftkreis 1. Esta mudança também tornou obsoletos os três dígitos com os quais eram identificados as Geschwader. A partir de 1 de novembro de 1938, os identificadores das Geschwader foram alterados universalmente. O terceiro digito de identificação da unidade foi substituído pelo mesmo digito que os Luftwaffengruppenkommando; por exemplo, todas as Geschwader sob o Luftwaffengruppenkommando 1 tiveram o seu terceiro digito substituído por um "1". Para as que estavam sob o Luftwaffengruppenkommando Ostpreußen, o terceiro digito foi substituído por um zero.
No final de abril de 1939, outro Luftwaffengruppenkommando foi criado. Os quatro Luftwaffengruppenkommandos foram rebaptizados para Luftflotte (Frota Aérea). Consequentemente, as Geschwader virem os seus dígitos novamente alterados; tendo cada Luftflotte um leque de 25 números, as Geschwader vieram a ser numeradas entre esses 25 números. Por exemplo, as Geschwader da Luftflotte 1 tinham uma numeração entre 0 e 25, enquanto as da Luftflotte 2 tinham entre 26 e 50, e por aí fora.

### Luftgau
Dentro do Ministério da Aviação, por motivos administrativos, a Luftwaffe era organizada em vários Luftgau (Distritos Aéreos), à semelhança dos distritos militares (Wehrkreis) do exército. Um Luftgau era responsável por todas as actividades administrativas, treino, manutenção, defesa aérea, sinalização, recrutamento e pessoal de reserva.
Os Luftgau dentro das fronteiras da Alemanha eram numerados com numeração romana:
- Luftgau I (Königsberg)
- Luftgau II (Estetino)
- Luftgau III (Berlim)
- Luftgau IV (Dresden)
- Luftgau V (Estugarda)
- Luftgau VI (Münster)
- Luftgau VII (Munich)
- Luftgau VIII (Breslávia)
- Luftgau IX (Weimar)
- Luftgau X (Hamburgo)
- Luftgau XI (Hanôver)
- Luftgau XII (Gießen/Wiesbaden)
- Luftgau XIII (Nuremberga)
- Luftgau XIV (Coblença)

Os Luftgau foram também criados fora da Alemanha, à medida que toda a Europa era ocupada; fora do território nacional alemão, cada Luftgau em vez de ser numerado incorporava o nome da sua localização, por exemplo, o Luftgau Belgien-Nordfrankreich era responsável pela Bélgica e norte de França.

### Luftflotte

Bandeira do comandante de uma Luftflotte

Operacionalmente sob o comando do OKL, todas as unidades da Luftwaffe foram organizadas nas Luftflotte. O seu tamanho em número de unidades subordinadas era flexível, mudando conforme a necessidade de operações. As Luftflotte foram criadas de acordo com áreas geográficas. À medida que novos territórios eram ocupados, novas Luftflotte eram criadas. Embora a sua movimentação de uma área para outra dependesse do RLM, uma vez naquela área cada Luftflotte tinha autoridade absoluta sob todos os aspectos da aviação, incluindo operações em terra. Cada Luftflotte tinha na sua dependência pessoal de administração, abastecimento, logística e manutenção; tinha também um serviço de sinalização que consistia em três regimentos de sinalização (Luft-Nachrichtenregimenter) e uma unidade antiaérea (Fliegerabwehrkanone).
| Luftflotte                                                            | Localização original do quartel-general | Área de operações                                        | Participação em campanhas |
| --------------------------------------------------------------------- | --------------------------------------- | -------------------------------------------------------- | --- |
| Luftflotte 1                                                          | Berlim                                  | Alemanha do norte e oriental                             | Invasão da Polónia e Operação Barbarossa. |
| Luftflotte 2                                                          | Braunschweig                            | Noroeste da Alemanha                                     | Frente Ocidental (1939–40), Batalha da Grã-Bretanha, Operação Barbarossa, Defesa da Península Itálica, Campanha do Norte de África, Campanha do Mediterrâneo. |
| Luftflotte 3[a]                                                       | Munique                                 | Sudoeste da Alemanha                                     | Frente Ocidental (1939), Batalha da Grã-Bretanha. |
| Luftflotte 4                                                          | Viena                                   | Sudeste da Alemanha                                      | Invasão da Polónia, Campanha dos Balcãs, Sul da Rússia, Hungria e Eslováquia.                                                                                 |
| Luftflotte 5                                                          | Hamburgo                                | Noruega, Finlândia e norte da Rússia                     | Comboios do Ártico e Rússia do Norte. |
| Luftflotte 6                                                          | Smolensk                                | Rússia central                                           | Invasão da Polónia, Protetorado da Boêmia e Moravia, Invasão da Jugoslávia.                                                                                   |
| Luftwaffen-Befehlshaber Mitte (re-baptizada Luftflotte Reich em 1944) | Berlim                                  | Defesa do espaço aéreo nacional (Defesa do Reich)        | Dinamarca, Prússia Oriental, Canal da Mancha, Noruega e Hungria.                                                                                              |
| Luftflotte 10                                                         | Berlim                                  | Unidades de treino e reserva (a partir de julho de 1944) | |

### Fliegerkorps e Fliegerdivision
Uma Luftflotte era dividida a nível operacional em vários Fliegerkorps (Corpos Aéreos), de tamanho variável, dependendo da área de operações. Eles eram responsáveis por todos os assuntos operacionais como o tráfego aéreo e a manutenção. Os Fliegerkorps podiam ser emprestados a outra Luftflotte, dependendo da natureza da operação. Havia um total de 13 Fliegerkorps.
Similarmente às Luftflotte, cada Fliegerkorp tinha a sua área geográfica de operações. Cada Fliegerkorp consistia em várias Geschwader, juntamente com grupos (Gruppen) de reconhecimento. Uma Geschwader podia ser uma unidade de combate aéreo ou de bombardeamento. Dependendo da natureza de operações do Fliegerkorp, teria apenas unidades de combate aéreo ou de bombardeamento, e não as duas. Do mesmo modo que um Fliegerkorp, uma Geschwader tinha vários departamentos de administração: contudo, dependia das directrizes da Luftflotte. As Fliegerkorps eram numeradas com numeração romana. Durante a organização inicial da Luftwaffe, ela era dividida em Fliegerdivisionen, porém, durante re-organizações posteriores, muitas foram alteradas para Fliegerkorps, tendo algumas permanecido em operação na Frente Oriental.
Um Jagdkorp era uma versão mais especializada de um Fliegerkorp com responsabilidade limitada, comandando apenas aeronaves de combate aéreo. Uma Jagd-Division era subordinada a um Jagdkorp, e coexistiu por diversos períodos com as Jagdwaffe.
A Luftwaffe dispunha também de divisões dedicadas para testar novas aeronaves e algumas capturadas aos aliados. Eram inicialmente denominadas Lehrdivision (Divisão de Instrução), porém posteriormente viram o seu nome mudar para Erprobungskommandos, tornando-se divisões dedicadas a testar tipos específicos de aeronaves. Além de testarem aeronaves, também eram responsáveis por testar maquinaria antiaérea e equipamento de sinalização. O requisito para fazer parte destas divisões era ter experiência de combate. À medida que a guerra avançava, algumas destas unidades começaram a participar em operações contra as forças inimigas.

## Nível táctico

### Geschwader
Na Luftwaffe, a unidade operacional de maior proporção era a Geschwader (em português: asa). Este tipo de unidade era usada para diferentes propósitos, fosse para bombardear, interceptar, atacar posições no terreno ou para efectuar reconhecimento aéreo. Havia várias Geschwader com o mesmo propósito. Eram numeradas com numeração árabe, seguido de uma palavra. Era também comum uma Geschwader ter um título em honra de uma determinada pessoa ilustre. Por exemplo, a Jagdgeschwader 2 tinha a denominação oficial de Jagdgeschwader 2 Richthofen, em honra de Manfred von Richthofen.
Cada Geschwader era comandada por um Geschwaderkommodore. Esta pessoa tinha frequentemente a patente de Oberst (coronel), Oberstleutnant (tenente-coronel) ou major, e dispunha de uma equipa de apoio para efeitos administrativos e operacionais. Haveria também um Stabschwarm composto por quatro aeronaves, incluindo a do Geschwaderkommodore. Na maior parte das Geschwader havia três Gruppen (grupos), e por vezes até mesmo um quarto ou quinto grupo era adicionado a algumas Geschwader de combate aéreo. Em várias ocasiões, estas asas de combate aéreo eram mesmo criadas já com quatro grupos.
| Propósito                | Nome                          | Abreviatura                                                               | Exemplos                            |
| ------------------------ | ----------------------------- | ------------------------------------------------------------------------- | ----------------------------------- |
| Caças                    | Jagdgeschwader                | JG                                                                        | JG 52, JG 27                        |
| Bombardeiros             | Kampfgeschwader               | KG                                                                        | KG 4, KG 30                         |
| Bombardeiros de mergulho | Sturzkampfgeschwader          | StG                                                                       | StG 2, StG 77 (até outubro de 1943) |
| Aeronaves de transporte  | Transportgeschwader (1943–45) | TG                                                                        | TG 1, TG 4                          |
| Treino avançado          | Lehrgeschwader                | LG                                                                        | LG 1, LG 2                          |
| Planadores               | Luftlandegeschwader           | LLG                                                                       | LLG 1, LLG 2                        |
| Caças nocturnos          | Nachtjagdgeschwader           | NJG                                                                       | NJG 3, NJG 11                       |
| Ataque terrestre         | Schlachtgeschwader            | SchlG, e desde outubro de 1943 SG (tendo vindo a substituir também o StG) | SG 2, SG 1                          |
| Bombardeiros rápidos     | Schnellkampfgeschwader        | SKG                                                                       | SKG 10, SKG 210                     |
| Caças pesados            | Zerstörergeschwader           | ZG                                                                        | ZG 26, ZG 76                        |

- Jagdgeschwader (JG) – Uma Geschwader de caça (literalmente "asa de caça"), equipada na maioria com caças Messerschmitt Bf 109 e Focke-Wulf Fw 190, no papel de caças ou caças-bombardeiros.[30]
- Nachtjagdgeschwader (NJG) – Uma Geschwader de caças nocturnos, tipicamente equipados com caças-pesados com radar, sendo os mais usados o Messerschmitt Bf 110 e o Ju 88.[30]
- Zerstörergeschwader (ZG) – Zerstörer (literalmente "destruidor"), eram asas equipadas com caças-pesados bimotores de longo alcance como o Bf 110 e o Me 410.[30]
- Schlachtgeschwader (SchlG, desde 1943 SG) – Schlacht (em português: "atingir"), eram asas de ataque terrestre e de apoio às tropas em terra. Inicialmente pilotavam aeronaves Hs 123 e HS 129, porém mais tarde na guerra começaram a voar com aeronaves Bf 109 e Fw 190 na variante de ataque terrestre.[30]
- Sturzkampfgeschwader (StG; Stuka Geschwader) – Uma Geschwader de bombardeiros de mergulho, eram quase sempre equipadas com aeronaves Junkers Ju 87. A partir de 18 de outubro de 1943, a maioria destas asas foi renomeada para Schlachtgeschwader (SG).[30]
- Kampfgeschwader (KG) – Literalmente uma asa de combate, foi inicialmente uma asa de bombardeiros médios, cujas aeronaves padrão eram o Heinkel He 111 e o Junkers Ju 88.[30]
- Lehrgeschwader (LG) – Uma Geschwader criada para testar novos equipamentos em condições operacionais para avaliar o equipamento e possíveis tácticas. Os pilotos desta asa podiam voar vários tipos de aeronaves.[30]
- Transportgeschwader (TG) – Uma asa de transporte, cujas aeronaves mais usadas foram o Junkers Ju 52 e o Me 323.[30]
- Kampfschulgeschwader (KSG) – Uma Geschwader para treino de voo em bombardeiros.[31]
- Luftlandegeschwader (LLG) – Uma asa de planadores e aeronaves de transporte para os paraquedistas.[32][33]
- Schnellkampfgeschwader (SKG) – Uma Geschwader de bombardeiro rápidos. Duas asas foram equipadas com bombardeiros monomotor e bimotor, e usaram-nos para realizar missões de ataque terrestre e outras missões no Reino Unido. Mais tarde, foi absorvida por outras unidades ou rebaptizada como Schlachtgeschwader.[30]

À medida que a guerra progredia, os vários grupos de uma Geschwader podiam operar separadamente, muitas vezes em frentes de guerra completamente opostas.

### Gruppe
Um Gruppe (grupo) era a unidade básica da Luftwaffe, tanto a nível administrativo como a nível estratégico. Cada Gruppe teria um Stabchwarm ou três aeronaves, e o seu comandante seria o Gruppenkommandeur, com a patente de major ou capitão. Este tipo de unidade ocupava geralmente um aeródromo ou um aeroporto. Os grupos da mesma Geschwader combatiam com frequência na mesma frente de combate. Teriam também toda uma equipa de apoio para efeitos administrativos, mecânicos e uma equipa de combate de incêndios.

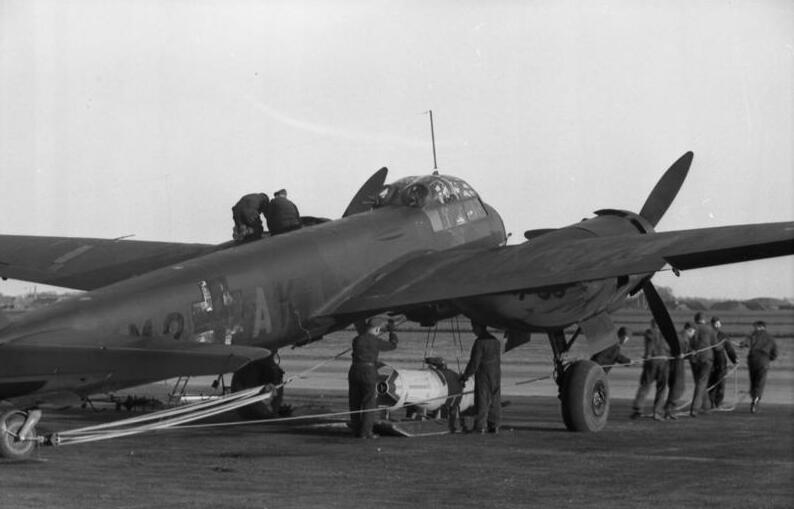
Um Junkers Ju 88 A-4 do 2./Küstenfliegergruppe 106, a ser carregado com bombas, em 1942. De realçar as condições da Balkenkreuz na fuselagem.

Os grupos organizados dentro de uma Geschwader era designados com numeração romana: I, II, III, IV e V. Esta designação era combinada com a abreviatura da designação da Geschwader - por exemplo, o segundo Gruppe da Jagdgeschwader 11 seria referido como II./JG 11. Por sua vez, cada Gruppe era composto por três Staffeln (esquadrões). No total, cada grupo tinha entre 30 a 40 aeronaves, incluindo as do Gruppenstab. Frequentemente, conforme as necessidades operacionais, um Gruppe podia ser transferido de uma Geschwader para outra; depois da transferência, a sua designação seria alterada. Por exemplo, o Gruppe II da Jagdgeschwader 3, II./JG 3 seria transferido para a Jagdgeschwader 1 como Gruppe I, sendo assim redesignado I./JG 1.
Embora todos os grupos da mesma Geschwader efectuassem a mesma missão, nem sempre estavam equipados com as mesmas aeronaves. Isto acontecia com frequência nas asas de combate, mas também aconteceu em asas de bombardeiros. Enquanto alguns grupos fossem equipados com aeronaves Bf 109, outros podiam estar equipados com aeronaves Fw 190. Já entre as asas de bombardeiros, enquanto uns grupos tinham aeronaves He 111, outros podiam estar equipados com aeronaves Ju 88 ou até mesmo Do 17.
Havia ainda vários tipos de grupos especiais, actuando autonomamente, centrados em missões de reconhecimento, denominados Aufklärungsgruppe. Cada grupo era composto por três ou quatro Staffeln, contudo em 1944 uma quarta Staffel era adicionada às unidades de caça, formando uma força de ataque de entre 65 a 70 aeronaves. A força do efectivo era de 35 entre 150 aviadores, e entre 300 a 500 tripulantes de terra.
A meio da guerra, um quatro Gruppe foi introduzido em muitas Geschwader, inicialmente como uma unidade operacional de treino para novos aviadores. Porém, estes grupos rapidamente começaram a combater na frente, realizando as mesmas missões que os outros grupos; por causa disso, um novo tipo de grupo foi criado, denominado Ergänzungseinheiten, para assumir a missão original daqueles grupos de treino.

### Staffel
Uma Staffel era o equivalente a um esquadrão. Frequentemente era composta por 12 aeronaves, contudo algumas podiam ter apenas seis ou cinco, devido a perdas em combate, enquanto outras reforçadas poderiam chegar às dezasseis. Era liderada por um Staffelkapitän com a patente de capitão ou tenente. Os esquadrões era numerados com numeração árabe, sendo adicionado à frente a abreviação da designação da sua Geschwader. Por exemplo, o esquadrão 6 (Staffel 6) da Jagdgeschwader 27 seria referido como 6./JG 27. O esquadrões do Gruppe I eram numerados 1, 2 e 3, enquanto os do Gruppe II eram 4, 5 e 6, sendo que a numeração continuava por esta ordem ao longo dos grupos. Quando um esquadrão era transferido de um grupo para o outro, ou de uma Geschwader para outra, seria redesignado de acordo com a necessidade ou a disponibilidade.
Os esquadrões tinham muitas vezes veículos terrestres "ligados" aos mesmos, assim como uma Fliegerhorstkompanie, que desempenhava pequenas reparações. O número de tripulantes de terra variava com o tipo de esquadrão, sendo que os de caça tinham cerca de 150 elementos e o de bombardeiros cerca de 80. O número de elementos nos esquadrões de bombardeiros era inferior devido ao apoio prestado pela equipas de manutenção  providenciada pela Luftgau local.
As unidades de teste, conhecidas por Erprobungskommando, podiam ter um tamanho equiparável a um Staffel ou a um Gruppe, sendo totalmente independentes. Por exemplo o Heinkel He 177 foi testado por uma unidade do tamanho de um esquadrão, conhecido por Erprobungsstaffel 177.
Houve também alguns tipos de Staffeln (esquadrões) que actuaram independentemente ou com relativa autonomia:
- Jagdbomberstaffel (Jabo) – um esquadrão que operava caças-bombardeiros.[38]
- Luftbeobachtungstaffel, mais tarde Wettererkundungsstaffel (Weku ou Wekusta) – um esquadrão de pesquisa meteorológica.[7]
- Zerstörerstaffel – a unidade de caças mais a norte de toda a Luftwaffe, operava no norte da Noruega.[39]

Em 1942, durante a Operação Barbarossa, as unidades de bombardeiros nocturnos soviéticas ainda usavam o obsoleto biplano Polikarpov Po-2 contra os invasores alemães. A Luftwaffe também montou as suas forças de bombardeiros nocturnos do tamanho de esquadrões, conhecidas por Störkampfstaffeln. Eventualmente, o Nachtschlachtgruppen, que tinha o tamanho de um grupo, foi também usado para desempenhar o mesmo tipo de missões. Nestas missões, os alemães usavam aeronaves similares aos soviéticos, no que diz respeito ao nível de modernidade das aeronaves. O Heinkel He 46, o Arado Ar 66, o Fw 56 e até mesmo o Gotha Go 145, foram todos usados contra os soviéticos.
Alguns esquadrões especializados para missões especificas foram criados na Luftwaffe, como o Wettererkundungsstaffeln, que operava balões meteorológicos.

#### Schwarm, Rotte e Kette

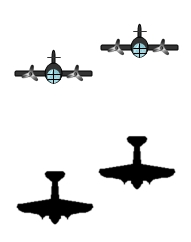
Rotte
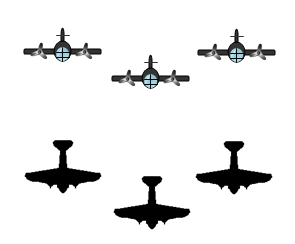
Kette

Um esquadrão era dividido em três Schwärme (enxames), ou formações, que consistiam em quatro ou seis aeronaves. Uma formação de caças podia ser dividida em dois. O Rotte era a formação básica dos caças, ou seja, um piloto e o seu asa. Um Schwarm de bombardeiros era dividido em Kette (corrente) ou três aeronaves a voar numa formação em V'.'

### Tácticas de combate aéreo

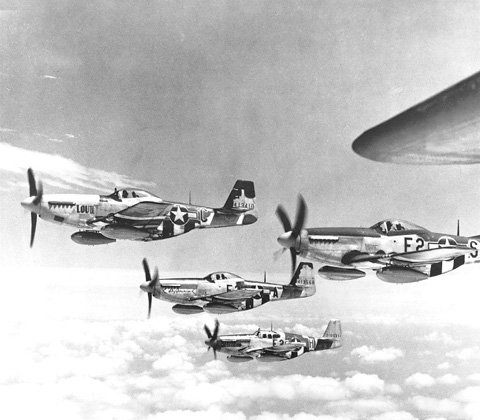
A USAAF adoptou a táctica "finger four" quando os aviões Mustang começaram a efectuar serviço

Durante a Guerra Civil Espanhola, os ases da Luftwaffe Werner Mölders e Günther Lützow criaram uma nova estratégia para as asas de caça (em alemão:  Jagdgeschwader). Consistia em dois caças a voar como um par, denominado Rotte, e dois pares, denominado Schwarm. As quatro aeronaves a voar juntas constituiriam a formação Finger-four. Nesta formação, as aeronaves voavam relativamente afastadas, para que os pilotos pudessem ter máxima visibilidade. Esta táctica teve tanto sucesso que os pilotos soviéticos adoptaram a mesma táctica. Contudo, ao voltarem para casa, os pilotos tinham que voltar numa formação em V. Douglas Bader, um piloto britânico, foi o primeiro da RAF a querer adoptar esta formação em 1940. O Japão também adoptou esta táctica durante a Segunda Guerra Mundial. Contudo, a Força Aérea da Finlândia afirma que os seus pilotos já usavam essa táctica em 1935.
Nesta formação, em que as aeronaves voavam em posições similares à posição dos dedos de uma mão, o líder (em alemão:  Rottenführer) ficaria posicionado à frente, enquanto à sua esquerda se posicionaria o seu asa. Já a outra Rotte estaria posicionada à sua direita, e o asa do líder dessa Rotte estaria à sua direita. Isto permitia uma boa flexibilidade, podendo desfazer o Schwarm e manter a sua capacidade de combate, desta vez em pares. O Rottenführer podia atacar a aeronave inimiga, enquanto o seu asa ficava para trás para vigiar o perímetro, o que conferia uma flexibilidade que as formações inimigas não possuíam, como a formação de três aeronaves "Vic" usada pelos britânicos, que forçava as suas aeronaves a manter as posições. Este problema tornou-se aparente durante a Batalha da Grã-Bretanha.

## Forças de combate terrestre

### Unidades anti-aéreas
A Luftwaffe controlou as armas antiaéreas (conhecidas por Flak) desde os anos 30. A unidade táctica antiaérea mais pequena era a bateria (em alemão:  Batterie). Normalmente as baterias possuíam entre quatro a seis peças. A maior unidade era o batalhão (Flak-Abteilung), composta por três ou cinco baterias e uma bateria de holofotes. Os batalhões classificariam-se como leves (leichte), mistos (gemischte), ou pesados (schwere), sendo isto uma referência ao tamanho das armas das suas baterias. Estes batalhões eram organizados em regimentos (Flak-Regimenter), brigadas (Flak-Brigaden), divisões (Flak-Divisionen) ou corpos (Flakkorps).
Durante a guerra, os ataques constantes da RAF e, posteriormente, da USAAF, obrigaram ao aumento do número de unidades antiaéreas. Mais tarde na guerra, as peças de artilharia antiaérea até viriam a ser usados pela organizações de juventude. Cada divisão geralmente consistia em cinco regimentos Flak, um regimento de holofotes, três Flak de transporte motorizado, um batalhão de comunicações e tropas de abastecimento. O número de batalhões de transporte variava dependendo da localização e da necessidade de transporte. A primeiras destas foi formada em Berlim a 1 de Julho de 1938 como Comando de Defesa Aérea (Luftverteidigungskommando) mas foi renomeada mais tarde para Primeira Divisão AntiAérea.

### Paraquedistas

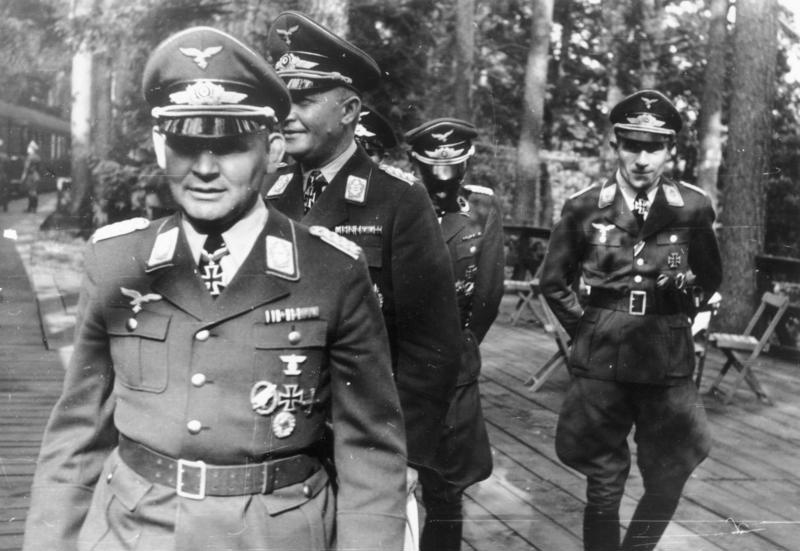
O comandante dos Fallschirmjäger Kurt Student com Hermann-Bernhard Ramcke e Hans Kroh, em 1941

Umas das características únicas da Luftwaffe (ao contrário das outras forças aéreas contemporâneas) foi o facto de possuir uma força orgânica de paraquedistas militares, os Fallschirmjäger. Criados em 1938, participaram em diversas operações, tendo realizado com sucesso o assalto à fortaleza de Eben-Emael e na Batalha dos Países Baixos. Participaram também na Invasão de Creta em 1941, contudo mais de 4000 paraquedistas faleceram durante a operação. Consequentemente, estas forças passaram a ser usadas apenas em operações importantes mas de pequena escala, tal como o assalto à prisão onde estava Benito Mussolini, para libertar o mesmo, em 1943. As formações paraquedistas foram usadas em todos os teatros de guerra.

### Paraquedistas motorizados
Como Ministro do Interior da Prússia, Göring formou uma força policial de elite em 1933. Consistia em 400 homens com quartel-general em Berlim. Depois de mudarem de nome várias vezes nos seis meses seguintes, foram designados como Landespolizeigruppe General Göring. Durante os dois anos seguintes, a força cresceu para se tornar no Regiment General Göring. Depois de ser anunciada a formação da Luftwaffe, Göring transferiu esta força para o ramo aéreo alemão. Na época, consistia nas seguintes unidades:
- Regimentstab (Quartel-general)
- Musikkorps (Banda de música)
- I e II Jäger-Batallionen
- 13. Kradschützen-Kompanie
- 15. Pionier-Kompanie
- Reiterzug
- Nachrichtenzug

No final de 1937, voluntários para o corpo de paraquedistas foram agrupados no I.Jäger–Battalion; isto, juntamente com a 15. Pionier-Kompanie, formaram o IV. Fallschirmschützen-Battalion. Continuaram porém a fazer parte do Regiment Hermann Göring até março de 1938. Neste mês, foram redesignados I./FallschirmJäger-Regiment 1. No final de 1939, o regimento havia-se expandido ainda mais e consistia nas seguintes unidades:
- Regimentstab
- Musikkorps
- Stabsbatterie
- I. (Schwere) Flak-Abteilung (Batalhão de Artilharia Pesada AntiAérea)
- II. (Leichte) Flak-Abteilung (Batalhão de Artilharia Leve AntiAérea)
- III.Scheinwerfer-Abteilung (Batalhão de Sinalização (holofotes))
- IV.(Leichte) Flak-Abteilung
- WachBattalion
  - Reiterschwadron (Esquadrão a cavalo)
  - 9.Wach-Kompanie
  - 10.Wach-Kompanie
  - 11.Wach-Kompanie
- Reserve Scheinwerfer-Abteilung
- Ersatz-Abteilung
- (Schwere) Eisenbahn Flak-Batterie
- (Leichte) Flak-Batterie (Bateria Leve AntiAérea)[55]

No dia 1 de outubro de 1944, a divisão foi expandida para se tornar no Fallschirm-Panzerkorps Hermann Göring. Para isto ter sido alcançado, outra divisão, denominada Fallschirm-Panzergrenadier Division 2 Hermann Göring foi formada, tendo recebido recrutas frescos tanto do exército como da força aérea.

### Divisões de campo

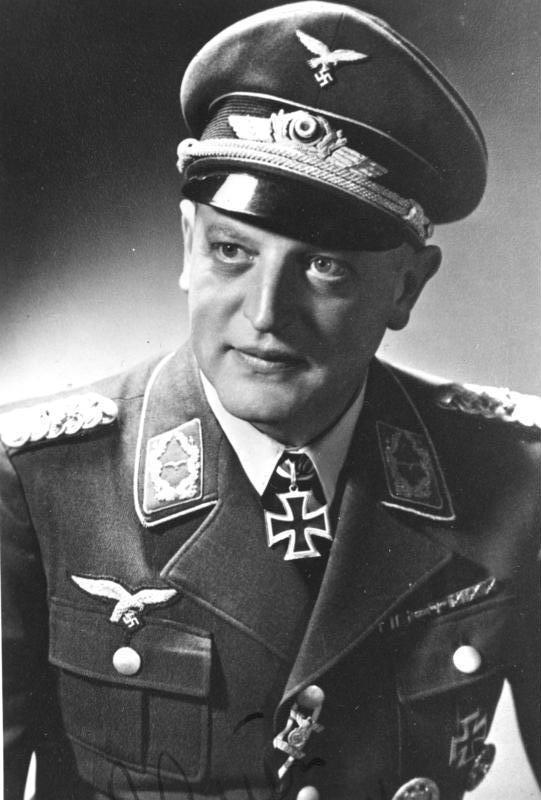
Oskar Bauer, comandante da 2ª Divisão do Regimento AntiAéreo, em maio de 1942.

No início de 1942, a Luftwaffe formou sete Feldregimenter der Luftwaffe ("Regimentos de Campo da Luftwaffe"). Formados com voluntários e reservas da Luftwaffe, o seu objectivo era o de garantir a segurança de bases aéreas e aeródromos contra os terroristas soviéticos, que executavam operações de sabotagem e pequenos ataques. Cada batalhão consistia em três companhias leves e uma companhia pesada. Tinham também uma companhia no quartel-general e uma a desempenhar missões de sinalização. A companhia pesada operava canhões de 20 mm e quatro de 88 mm. A leve operava nove PaK 38 de 50 mm e canhões capturados aos russos. Devido à falta de treino de combate terrestre, estes regimentos eram limitados nas operações que podiam desempenhar. Embora fosse pretendido usa-los como uma única unidade, as divisões eram semi-autónomas e operavam ou com o exército ou com os paraquedistas. Uma vez no campo, estas divisões eram chefiadas pelo exército, ficando apenas a administração da responsabilidade da Luftwaffe. Dentro da Luftwaffe, estavam sob a direcção do XIII. Fliegerkorps.
Administrativamente, estas divisões ficaram sob o comando de quatro corpos de campo da Luftwaffe, numerados I, II, II e IV. Cada um deles era comandado por um General Der Luftwaffe (General da Força Aérea). A força de efectivos da Divisão de Campo da Luftwaffe era metade da força das divisões de infantaria do exército. A artilharia utilizada variava entre as divisões. Possuíam uma equipa administrativa, de apoio logístico, apoio médico e abastecimento, juntamente com pessoal de manutenção. Embora as divisões dessem um aspecto de poder, na realidade mal tinham a força de uma brigada do exército. A 28 de outubro de 1943, a 1ª Divisão de Campo da Luftwaffe reportou uma força de 6429 efectivos, incluindo oficiais, sargentos e praças; contudo, a sua força de combate era de apenas 2779 homens.
Embora o exército tivesse poucos efectivos comparativamente com o poderio armado que possuía, Göring bloqueou várias vezes a transferência dos reservas da Luftwaffe para o exército. Além da falta de treino e de experiência de combate dos comandantes da Luftwaffe, o exército ainda tinha que disponibilizar equipamento e armamento para estas divisões. Em vez de serem enviados para locais calmos ou para fazer tarefas longe da frente, estas divisões foram enviados directamente para as frentes de combates onde os alemães eram mais pressionados, o que fez com que o número de baixas destas divisões fosse elevadíssimo.

## Identificação e camuflagem de aeronaves

### Marcas de identificação

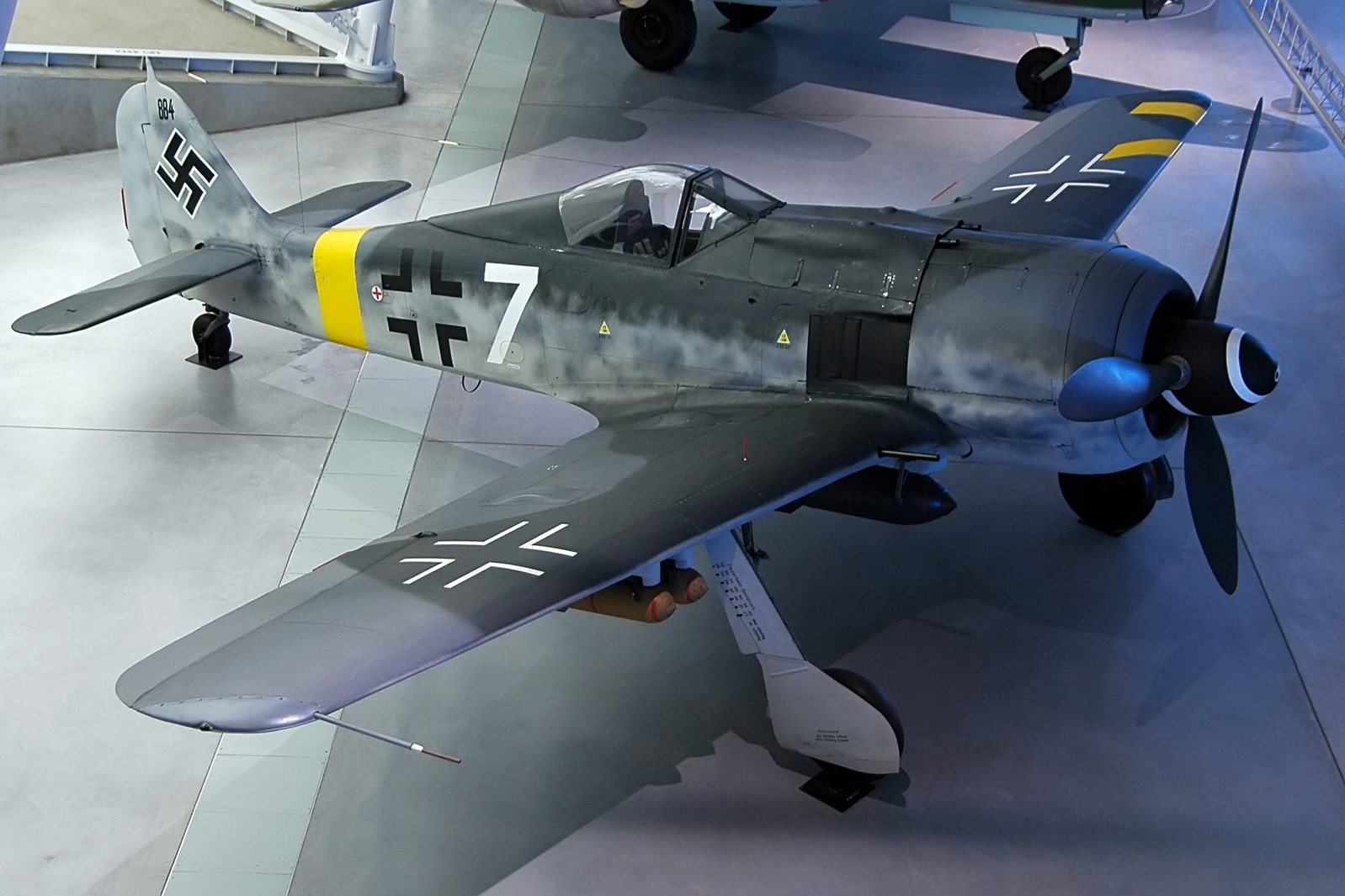
Um Fw 190 restaurado, no qual se pode ver ambas as versões da Balkenkreuz em baixa visibilidade.

As insígnias nas aeronaves são usadas deste o início da aviação militar para se distinguir os aliados dos inimigos. Na Luftwaffe, entre 1933 e 1945 ocorreram diversas alterações. Entre 1933 e 1935, as aeronaves civis era identificadas com uma banda vermelha na horizontal com uma suástica dentro de um círculo branco. A partir de 1936, a Balkenkreuz (cruz nacional alemã com quatro braços iguais), basicamente herdada da Luftstreitkräfte da Primeira Guerra Mundial, foi aplicada nas aeronaves, a preto e branco, numa proporção ligeiramente diferente das usadas no conflito anterior. Era pintada na fuselagem, entre a asa e a cauda, e na parte superior e inferior das asas.
Durante a Guerra Civil Espanhola, onde a Luftwaffe participou através da Legião Condor, as aeronaves eram pintadas com a identificação de uma cruz de Santo André dentro de um círculo preto. A cauda era pintada toda de branco, ficando o círculo preto no leme. Na Alemanha, a Balkenkreuz foi novamente utilizada como símbolo nacional para as aeronaves, ficando disposta nas asas e na fuselagem; contudo, a suástica permaneceu na cauda. As aeronaves médicas eram identificadas com uma cruz vermelha num círculo branco. Durante a guerra, quando a camuflagem começou a ser mais necessária, a Balkenkreuz adquiriu um formato de baixa visibilidade, consistindo em apelas quatro ângulos de 90 graus que anteriormente estavam à volta de uma cruz preta.

### Esquema de camuflagem

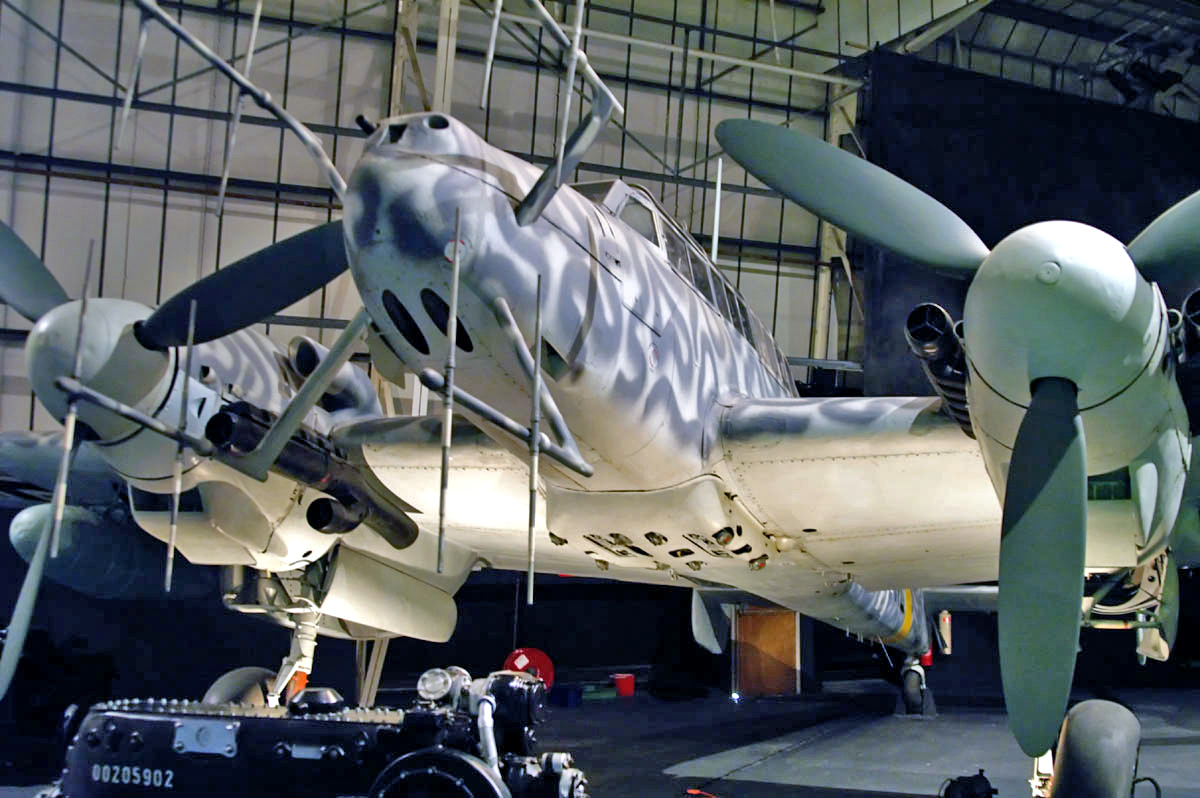
Um Bf 110G preservado num museu, exibindo uma camuflagem nocturna

Na Luftwaffe, havia regulamentos determinando as características da camuflagem a ser usada. No período inicial do conflito, as aeronaves usavam uma camuflagem baseada no verde e no cinzento, pintando muitas vezes o nariz da aeronave de amarelo, para uma fácil distinção entre os pilotos alemães e os inimigos. Durante a Batalha da Grã-Bretanha, esta característica disseminou-se entre as asas de combate. Mais tarde, entre meados de 1941 e 1944, dois tons de cinzento tornou-se a camuflagem padrão para os caças. No final da guerra, com o mudar da balança e ficando a Luftwaffe a lutar na defensiva, o verde tornou-se a cor padrão para facilitar a camuflagem das aeronaves nas florestas e nos matos onde se escondiam dos raids aliados. Na campanha do Norte de África, as aeronaves apresentavam uma camuflagem castanha, aproximadamente da cor da areia do deserto. Já em locais de operações onde havia condições climatéricas extremas, como muito nevoeiro ou nuvens, muitas aeronaves eram pintadas em dois tons de cinzento.

#### Unidades de combate aéreo

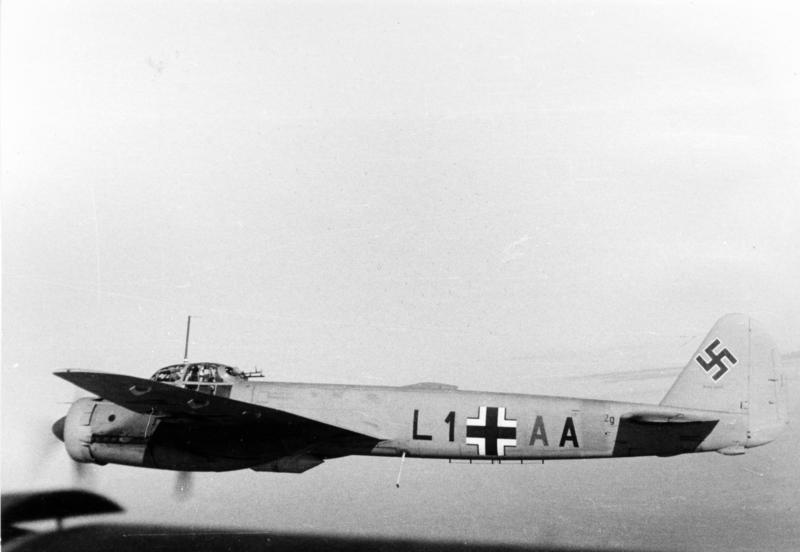
Um Ju 88A exibindo o sei código de identificação na fuselagem.

Os caças monomotor usavam insígnias chevron para representar a patente do piloto. Barras, setas ou cruzes para representar o Gruppe ao qual pertenciam, e um número para representar a Jagdgeschwader da qual faziam parte. O Geschwaderkommodore era representado por dois chevrons e uma barra vertical. O Gruppekommandeur era representado por dois chevrons, enquanto o oficial técnico do Gruppe usava um único chevron e um círculo. A abreviação da Geschwader, como a JG 11, ZG 110 também foi usada. Um piloto regular usaria uma linha preta que circundava toda a fuselagem. Alguns caças diurnos também usavam marcas geométricas brancas ou pretas no motor. À medida que o conflito se desenrolava, o leme começou a ser pintado de branco, similarmente ao que aconteceu na Campanha do Norte de África.
Uma outra forma de identificar uma aeronave era a de desenhar o símbolo da unidade. Este método ficava à descrição do comandante, sendo que símbolos de todos os tamanhos e começaram a aparecer. Na Frente Oriental, estes foram banidos por permitir ao inimigo uma identificação rápida.

#### Restantes unidades
As Geschwader que não fossem uma asa de combate aéreo, durante a guerra, usaram um código de identificação de quatro símbolos alfanuméricos, exibindo primeiro um código único a cada Geschwader à esquerda da Balkenkreuz , ficando à direita a identificação da Staffel. Cada Gruppe e Staffel podia usar o seu código único, muitas vezes usados para missões de reconhecimento e na aviação naval. Numa fase tardia do conflito, estes códigos acabaram, muitas vezes, por ser completamente omitidos das aeronaves.